# ヴィルヘルム・フォン・レープ

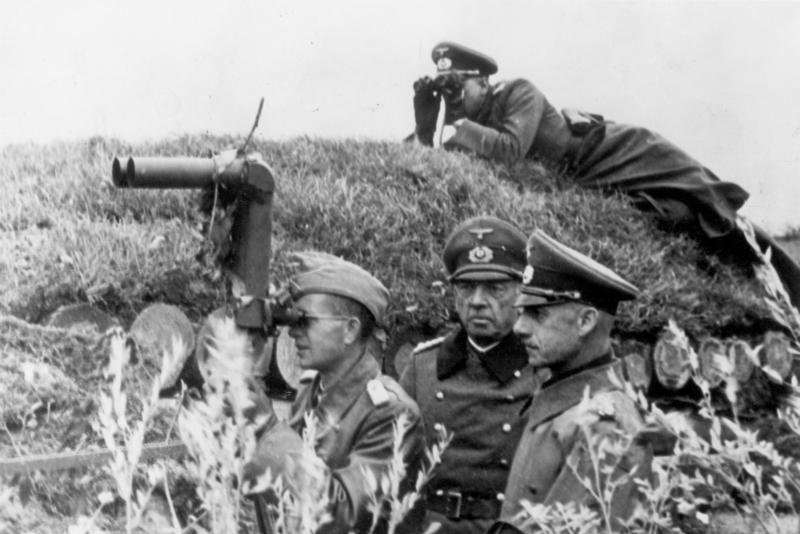
砲兵観測所を視察するレープ（前列右端）とゲオルク・フォン・キュヒラー上級大将（1941年10月、東部戦線）

ヴィルヘルム・ヨーゼフ・フランツ・リッター・フォン・レープ（ドイツ語: Wilhelm Josef Franz Ritter von Leeb、1876年9月5日 - 1956年4月29日）は、ドイツの陸軍軍人。第二次世界大戦で軍集団司令官を務めたが、独ソ戦の最中にヒトラーと対立して解任された。最終階級は陸軍元帥。

## 経歴

### 第一次世界大戦
バイエルン王国のランツベルクに生まれる。5歳年下の弟エミールも軍人になり、砲兵大将にまで昇進している。
1895年にバイエルン陸軍に入り、士官候補生として第4バイエルン野戦砲兵連隊に配属される。1897年に少尉に任官し、砲兵・工兵学校に学ぶ。義和団の乱に際してはアルフレート・フォン・ヴァルダーゼー元帥率いるドイツ極東派遣軍の一員として中国に派遣された。1903年から1907年までミュンヘンにあるバイエルン陸軍大学校に学んで優秀な成績で卒業した。1905年、中尉に昇進。1907年‐1909年、バイエルン参謀本部付。1911年、ベルリンのプロイセン参謀本部に転属。大尉に昇進したレープは1912年‐1914年に第10バイエルン野戦砲兵連隊で中隊長を務め、1914年の第一次世界大戦勃発時はバイエルン第1軍団の参謀将校だった。
第一次世界大戦では第11バイエルン歩兵師団参謀として様々な戦線に従軍。アウグスト・フォン・マッケンゼンの指揮下でゴルリッツ＝タルヌフ攻勢、プルジェミスル要塞攻略戦、バルカン半島戦線のドナウ渡河作戦などで抜群の功を樹て、1916年5月29日にゴルリッツ攻勢中の前年5月2日の功績によりマックス・ヨーゼフ軍事勲章を受章し、同年6月21日には「騎士（Ritter）」を名乗ることを許された。同年夏少佐に昇進。1917年3月から終戦まで西部戦線で「ループレヒト王太子軍集団」の参謀を務め、当初次席参謀、ついで兵站部長に就任した。

### 戦間期
戦後もヴァイマル共和国の軍に残り、国防省兵務局参事、第2軍管区、第7軍管区参謀などを歴任し、1929年に少将に昇進。1930年から第7軍管区司令官および第7師団長を務めた。1933年のアドルフ・ヒトラー政権樹立後もナチスと距離を置いたものの、ドイツ国防軍での出世は続き、同年10月に第2集団軍司令官に任命され、翌年1月1日に砲兵大将に昇進した。この頃『防御戦（Die Abwehr）』を著し、防御戦術研究の第一人者とみなされるようになった。
1938年にブロンベルク罷免事件が起きると、新たに陸軍総司令官となったヴァルター・フォン・ブラウヒッチュは、ヒトラーの指示でレープを上級大将に昇進させると同時に予備役に編入した。しかし早くも同年7月にはズデーテン危機を受けて現役復帰して第12軍司令官に任命され、ズデーテン進駐に従事した。だがその直後に再び予備役に追いやられた。しかし緊迫する情勢を受けて1939年夏に再び現役復帰し、フランスとの国境に配備されたC軍集団司令官に任命された。このときレープはゲルト・フォン・ルントシュテットに次ぐドイツ陸軍の最古参軍人であった。

### 第二次世界大戦
第二次世界大戦冒頭のポーランド侵攻作戦の最中、レープのC軍集団は西部戦線の連合国軍に対して数的に劣勢だったが、連合軍は攻勢に出なかった。翌1940年5月に始まる西方電撃戦において、レープのC軍集団は開戦後初めて攻勢に出てマジノ線を突破した。フランス降伏後の7月19日、レープは多くの将官と共に元帥に列せられた。
独ソ戦準備のためレープは同年秋にフランスからドレスデンに配置換えとなり、翌1941年初めに北方軍集団司令官に任命された。同年6月22日にバルバロッサ作戦が開始され、レープの北方軍集団はバルト海沿岸の港湾都市を押さえつつレニングラードに向け進撃した。しかし同年冬になると、北方軍集団は指揮下の装甲集団をモスクワ攻略を目指す中央軍集団に譲らされる格好になり、レニングラードを包囲するのみで攻略は不可能になった。
敬虔なキリスト教徒だったレープは、この頃既にナチス・ドイツが犯す蛮行やヒトラーの専横に嫌気がさしており、ヒトラーに北方軍集団司令官解任を申し出ていた。1942年1月16日、レープは司令官を解任されて総統予備（待命）となり、以後軍務に就くことはなかった。

### 引退・戦後

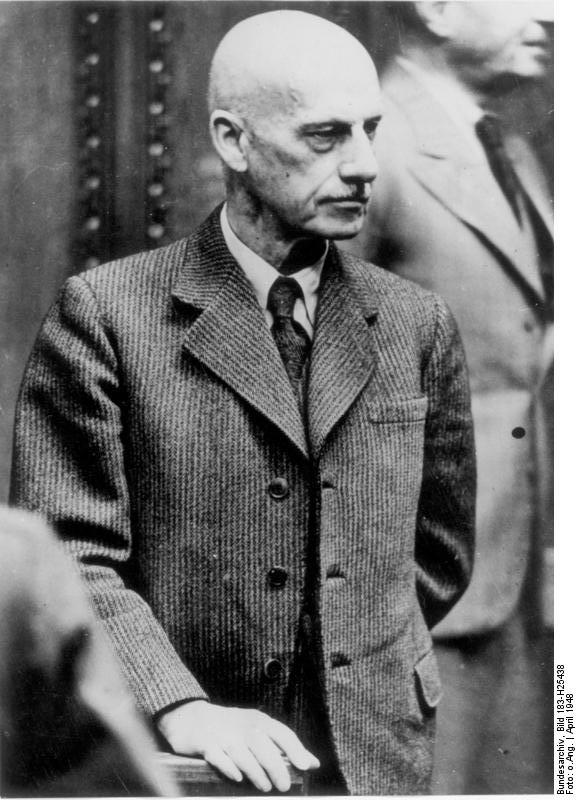
国防軍最高司令部裁判に出廷したレープ（1948年4月）

ナチスに批判的だったものの、レープは1941年9月の65歳の誕生日にヒトラーから25万ライヒスマルクを下賜されている。1944年にはバイエルンで63万8千ライヒスマルクで荘園を購入しようとしたところ、これも下賜された。1944年7月のヒトラー暗殺未遂事件の直後、レープは他の多くの将官同様、保身のためヒトラーに忠誠を誓う誓紙を差し出している。
1945年5月、レープはアメリカ軍の捕虜となった。1948年にニュルンベルク継続裁判の1つ国防軍最高司令部裁判においてレープは懲役3年の判決を受けたが、捕虜となって既に3年が過ぎていたため釈放された。レープに対する判決は間違った証拠書類に基づくものだったが、今日に至るまで修正されていない。戦後は1956年にフュッセンで死去するまで、マックス・ヨーゼフ勲章の受勲者団体の代表を務めていた。レープは登山を趣味としており、それが嵩じて山岳案内人の講習も受けた。
レープの死の翌年、故郷のランツベルクにその名を冠した兵舎が置かれ、ドイツ連邦軍の第8山岳砲兵連隊や駐独米軍により使用されていた。東西ドイツ再統一に伴うドイツ連邦軍改編で1992年に同連隊が廃止されると、兵舎は廃止され用地はランツベルク市に移管された。跡地は工業用地として使用されたが、現在は団地になっている。

## 栄典
- 中国章（英語版） - 1901年受章
- 1914年版鉄十字章
  - 二級
  - 一級
- 剣付ホーエンツォレルン家勲章騎士十字章
- 前線戦士名誉十字章
- 国防軍勤続章（一等〜四等）
- プラハ城飾り板付1938年10月1日記念メダル
- 1939年版鉄十字章
  - 二級
  - 一級
- 騎士鉄十字章 - C軍集団司令官、上級大将として1940年6月20日受章

### 各国栄典
- バイエルン王国 剣付三等軍功勲章（英語版）
- バイエルン王国 マックス・ヨーゼフ軍事勲章騎士十字章（英語版） - 1916年5月29日受章
- ヴュルテンベルク王国 剣付王冠勲章騎士十字章（英語版）
- 自由ハンザ都市ハンブルク  自由ハンザ都市ブレーメン ハンザ十字章（英語版）
- オスマン帝国 オスマン戦争章（英語版）